# Pabillonis
Pabillonis is een gemeente in de Italiaanse provincie Zuid-Sardinië (regio Sardinië) en telt 2982 inwoners (31-12-2004). De oppervlakte bedraagt 37,6 km², de bevolkingsdichtheid is 79 inwoners per km².

## Demografie
Pabillonis telt ongeveer 1051 huishoudens. Het aantal inwoners daalde in de periode 1991-2001 met 2,0% volgens cijfers uit de tienjaarlijkse volkstellingen van ISTAT.
| Jaar | Inwoneraantal |
| ---- | ------------- |
| 1991 | 3106          |
| 2001 | 3044          |

## Geografie
Pabillonis grenst aan de volgende gemeenten: Gonnosfanadiga, Guspini, Mogoro (OR), San Gavino Monreale, San Nicolò d'Arcidano (OR), Sardara.